# Yonaguni
Yonaguni (与那国島?, Yonaguni-jima, o ドゥナンチマ?, Dunan-chima nel linguaggio locale) è l'isola più occidentale del Giappone. Il nome nativo dell'isola, Dunan, è affine con l'elemento Yona nella lingua giapponese. Il territorio dell'isola fa interamente parte della omonima città di Yonaguni. Nell'isola si parla la lingua yonaguni, molto diversa dalle altre lingue delle Ryūkyū. Un prodotto tipico locale è l'hanazake, un distillato prodotto solo a Yonaguni, variante dell'awamori di Okinawa, da cui differisce per la gradazione alcolica di 60°.

## Geografia

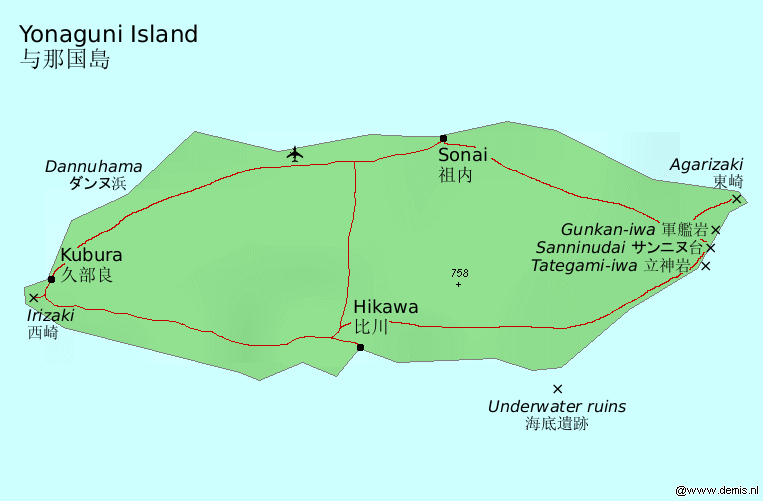
Mappa dell'isola

Yonaguni si trova a 125 km (78 miglia) dalla costa est di Taiwan ed all'estremità di sud-ovest delle isole Ryūkyū. Fa parte del gruppo delle isole Yaeyama, malgrado sia piuttosto isolata dalle altre. Ha un'area di 28.88 km² (11,2 miglia quadrate), una popolazione di circa 1.700 abitanti, una temperatura media annua di  23.9 °C, e una precipitazione annua di  3.000 mm. È sotto la giurisdizione della municipalità di Yonaguni, che fa parte del distretto di Yaeyama, nella prefettura di Okinawa. I 3 centri abitati dell'isola sono Sonai a nord, Kubura ad ovest e la piccola Higawa a sud.
Il capo Irizaki è il punto più a ovest dell'isola e dell'intero Giappone. Taiwan è visibile da Irizaki in pieno giorno.

### Flora e fauna
Caratteristiche dell'isola sono il cavallo di Yonaguni (ヨナグニウマ?, yonaguni-uma), un pony di cui sono rimasti pochi esemplari, e la farfalla cobra (ヨナグニサン?, yonaguni-san), la specie di falene più grandi del Giappone. Le acque circostanti l'isola, nel periodo invernale, sono meta migratoria di squali martello. È l'unico posto del Giappone dove si può occasionalmente avvistare qualche esemplare di squalo balena. Ogni anno, in luglio, si tiene una competizione di pesca del pesce spada.

### Clima
| Yonaguni (1991-2020) Fonte: JMA  | Mesi        | Mesi        | Mesi        | Mesi        | Mesi        | Mesi        | Mesi        | Mesi        | Mesi        | Mesi        | Mesi        | Mesi        | Stagioni | Stagioni | Stagioni | Stagioni | Anno    |
| Yonaguni (1991-2020) Fonte: JMA  | Gen         | Feb         | Mar         | Apr         | Mag         | Giu         | Lug         | Ago         | Set         | Ott         | Nov         | Dic         | Inv      | Pri      | Est      | Aut      | Anno    |
| -------------------------------- | ----------- | ----------- | ----------- | ----------- | ----------- | ----------- | ----------- | ----------- | ----------- | ----------- | ----------- | ----------- | -------- | -------- | -------- | -------- | ------- |
| T. max. media (°C)               | 20,7        | 21,3        | 23,0        | 25,5        | 28,0        | 30,3        | 31,7        | 31,4        | 30,0        | 27,8        | 25,3        | 22,2        | 21,4     | 25,5     | 31,1     | 27,7     | 26,4    |
| T. media (°C)                    | 18,5        | 19,0        | 20,5        | 23,0        | 25,4        | 27,9        | 28,9        | 28,7        | 27,5        | 25,4        | 23,1        | 20,1        | 19,2     | 23,0     | 28,5     | 25,3     | 24,0    |
| T. min. media (°C)               | 16,6        | 17,0        | 18,3        | 20,9        | 23,4        | 26,0        | 26,8        | 26,4        | 25,3        | 23,6        | 21,3        | 18,2        | 17,3     | 20,9     | 26,4     | 23,4     | 22,0    |
| T. max. assoluta (°C)            | 27,5 (1977) | 27,7 (2019) | 29,0 (2013) | 30,4 (2019) | 33,1 (2018) | 34,2 (2021) | 35,5 (2020) | 34,6 (2014) | 34,4 (2014) | 33,9 (2017) | 30,2 (2015) | 28,0 (2018) | 28,0     | 33,1     | 35,5     | 34,4     | 35,5    |
| T. min. assoluta (°C)            | 7,7 (1967)  | 8,4 (1987)  | 9,0 (1987)  | 12,1 (1972) | 15,0 (1971) | 17,6 (1982) | 21,9 (1976) | 21,7 (1974) | 18,2 (1966) | 16,2 (1968) | 11,4 (1992) | 9,1 (1967)  | 7,7      | 9,0      | 17,6     | 11,4     | 7,7     |
| Giorni di calura (Tmax ≥ 30 °C)  | 0,0         | 0,0         | 0,0         | 0,3         | 5,1         | 19,5        | 28,3        | 27,4        | 17,0        | 3,4         | 0,1         | 0,0         | 0,0      | 5,4      | 75,2     | 20,5     | 101,1   |
| Nuvolosità (okta al giorno)      | 8,8         | 8,6         | 8,3         | 8,3         | 7,7         | 7,8         | 6,3         | 6,3         | 6,9         | 7,2         | 7,8         | 8,6         | 8,7      | 8,1      | 6,8      | 7,3      | 7,7     |
| Precipitazioni (mm)              | 187,2       | 163,6       | 163,7       | 153,0       | 207,3       | 162,3       | 125,3       | 213,0       | 285,7       | 238,5       | 222,6       | 200,8       | 551,6    | 524,0    | 500,6    | 746,8    | 2 323,0 |
| Giorni di pioggia                | 15,8        | 13,6        | 13,4        | 11,1        | 11,3        | 9,3         | 8,4         | 10,4        | 11,7        | 10,8        | 13,6        | 15,7        | 45,1     | 35,8     | 28,1     | 36,1     | 145,1   |
| Giorni di nebbia                 | 0,0         | 0,1         | 0,0         | 0,1         | 0,1         | 0,3         | 0,1         | 0,0         | 0,2         | 0,0         | 0,0         | 0,0         | 0,1      | 0,2      | 0,4      | 0,2      | 0,9     |
| Umidità relativa media (%)       | 75          | 76          | 77          | 79          | 81          | 83          | 80          | 81          | 79          | 75          | 76          | 74          | 75       | 79       | 81,3     | 76,7     | 78      |
| Ore di soleggiamento mensili     | 52,8        | 60,3        | 88,1        | 104,7       | 142,3       | 182,3       | 257,9       | 227,4       | 180,9       | 132,2       | 86,0        | 59,0        | 172,1    | 335,1    | 667,6    | 399,1    | 1 573,9 |
| Pressione a 0 metri s.l.m. (hPa) | 1 015,7     | 1 014,7     | 1 012,6     | 1 009,5     | 1 006,0     | 1 003,2     | 1 002,7     | 1 001,8     | 1 004,8     | 1 009,7     | 1 013,2     | 1 015,7     | 1 015,4  | 1 009,4  | 1 002,6  | 1 009,2  | 1 009,1 |
| Tensione di vapore (hPa)         | 16,2        | 17,1        | 18,9        | 22,6        | 26,6        | 31,2        | 32,0        | 31,8        | 29,0        | 24,7        | 21,6        | 17,6        | 17,0     | 22,7     | 31,7     | 25,1     | 24,1    |
| Vento (direzione-m/s)            | NNE 7,9     | NNE 7,6     | NNE 6,9     | NNE 6,2     | S 5,3       | S 5,5       | S 5,5       | S 5,2       | NNE 6,3     | NNE 7,7     | NNE 7,6     | NNE 8,2     | 7,9      | 6,1      | 5,4      | 7,2      | 6,7     |

## Storia

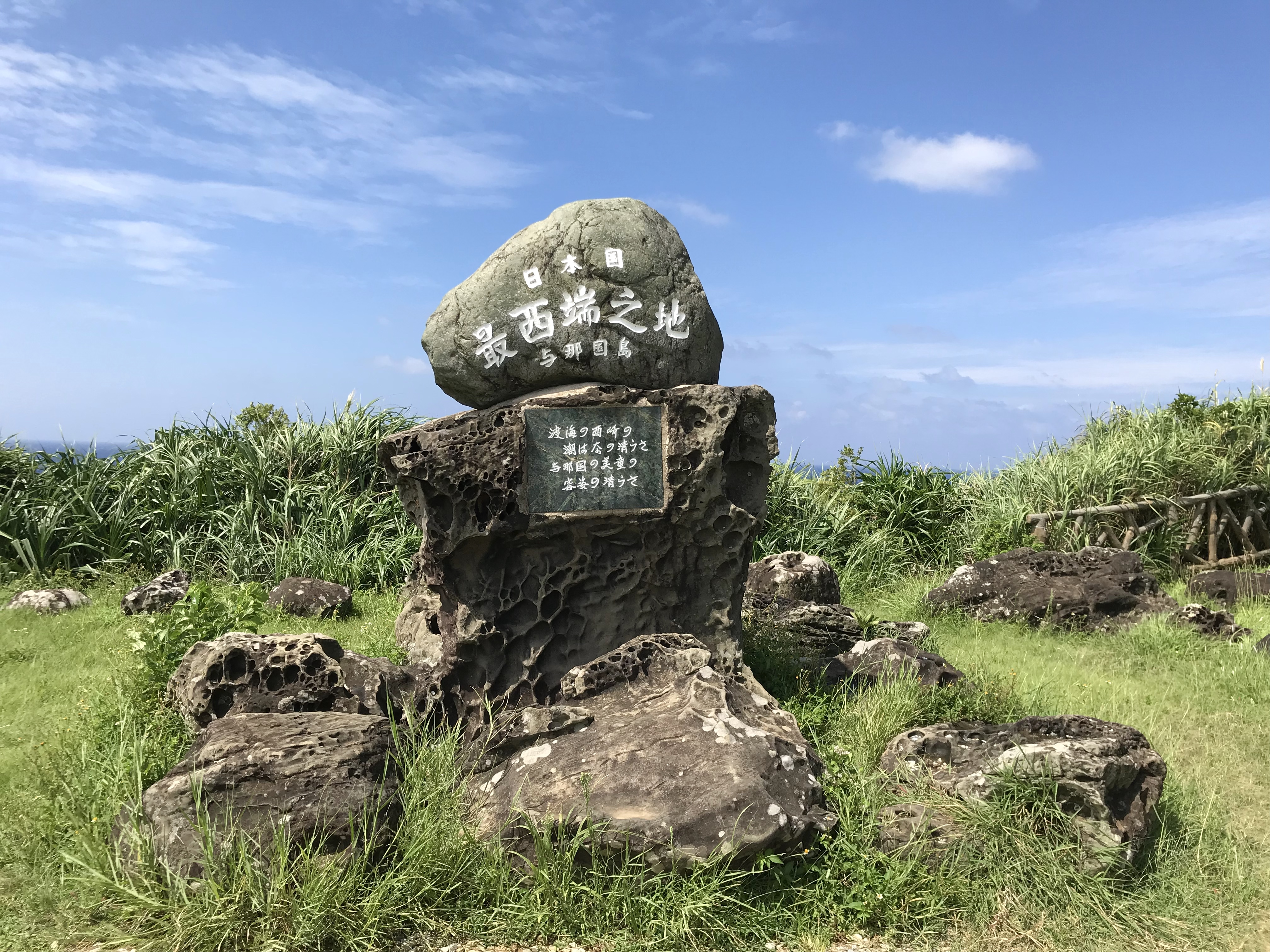
Pietre demarcanti il punto più occidentale del Giappone, Capo Irizaki

Alcuni studiosi ipotizzano che Yonaguni facesse parte del continente verso la fine dell'ultima era glaciale. Lo stile dei più antichi reperti archeologici, utensili in pietra trovati nella spiaggia di Tuguru, fanno supporre che gli antichi abitanti avessero contatti con le civiltà del Sud-est asiatico. Storicamente, l'isola ha rappresentato un punto di passaggio per i commerci tra il Giappone e Taiwan.
Vi sono tracce di insediamenti del XV secolo nelle rovine del villaggio Shima Nakamura, dove era stanziata una comunità capeggiata dalla famosa Sanai Isoba, della cui effettiva esistenza non esiste documentazione storica. È comunque un personaggio centrale nella tradizione orale di Yonaguni, secondo la quale Sanai Isoba fu importante per la cultura e per l'economia locale. Guidò inoltre gli isolani nel respingere un tentativo di invasione delle armate del signore di Yaeyama, nel 1500. È tuttora celebrata a Yonaguni con una cerimonia che si tiene una volta all'anno.
Nel 1522, l'isola cadde nelle mani del Regno delle Ryūkyū, la cui capitale era Shuri, ad Okinawa. Nel XVII secolo, Yonaguni divenne parte dello Han di Satsuma, feudo dell'isola giapponese di Kyūshū. Nel 1879 tutte le Ryūkyū vennero formalmente annesse al Giappone ed incluse nella nuova prefettura di Okinawa.
Nel 1908 fu istituito il villaggio di Yonaguni (Yonaguni-son), che faceva parte del distretto di Yaeyama. Il territorio dell'isola divenne una municipalità nel 1948. Nel 1945 le Ryūkyū vennero occupate dagli Stati Uniti, che le restituirono al Giappone nel 1972, come parte della neonata prefettura di Okinawa. Il 4 maggio del 1998, l'isola venne gravemente danneggiata da un terremoto sottomarino.

## Trasporti
L'isola si può raggiungere in aereo, le compagnie aeree Japan Transocean Air e Ryukyu Air Commuter collegano regolarmente l'aeroporto Yonaguni con gli scali di Naha, nell'isola di Okinawa, e di Ishigaki, nell'omonima vicina isola.
Il porto di Kubura, situato nella parte occidentale dell'isola, dispone di un servizio di traghetti che lo collega al porto principale di Ishigaki. Vi sono anche navi cargo che effettuano trasporti tra Kubura e Naha, ed occasionali traghetti per Taiwan.
Autobus gratuiti collegano le tre cittadine principali dell'isola, il percorso è circolare e non copre la parte occidentale dell'isola.

## Strutture sommerse

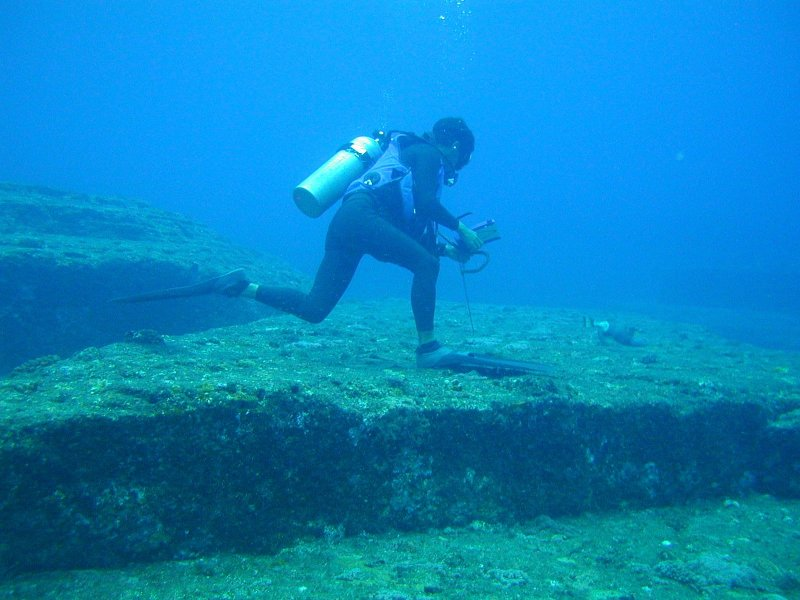
Un particolare delle strutture sottomarine

L'isola divenne famosa alla fine del XX secolo, dopo che venne scoperta sui fondali marini al largo delle coste meridionali dell'isola una grande struttura in pietra conosciuta come  Struttura Yonaguni o anche Monumento di Yonaguni.
La scoperta avvenne nel 1987, quando alcuni subacquei si immersero nelle acque a sud dell'isola per studiare la grande popolazione di squali martello che si radunano nella zona. Fu il giapponese Kihachirō Aratake, nel corso di queste immersioni, che scoprì per caso quella che gli sembrò una struttura architettonica, una parte della quale è stretta tra due pilastri che si innalzano a otto metri dalla superficie. Nel suo insieme, le strutture rinvenute richiamano le piramidi egiziane.
Da allora molti sono gli scienziati che hanno studiato il fenomeno, malgrado la presenza di forti correnti oceaniche, che rendono proibitive le immersioni.
La singolare conformazione delle rocce che compongono il "monumento", ha dato luogo ad una controversia sulla sua origine. Secondo alcuni studiosi, sarebbe frutto del lavoro dell'uomo, ipotesi che comporterebbe l'esistenza di un'antica civiltà scomparsa. Secondo altri scienziati, le cause che hanno portato alla sua formazione sono di esclusiva origine geologica e naturale.